# Roman Kantserov
Roman Kamilevitch Kantserov - en russe : Роман Камилевич Канцеров - (né le 20 septembre 2004 à Magnitogorsk en Russie) est un joueur professionnel russe de hockey sur glace. Il évolue au poste d'attaquant.

## Biographie

### Carrière en club
Formé au Metallourg Magnitogorsk, il commence sa carrière en junior avec les Stalnye Lissy dans la MHL lors de la saison 2020-2021. Le 20 janvier 2023, il joue ses premières minutes dans la KHL avec le Metallourg face au Sibir Novossibirsk. Il est choisi au 2e tour, en 44e position, par les Blackhawks de Chicago lors du repêchage d'entrée dans la LNH 2023. Il remporte la Coupe Gagarine 2024 avec Magnitogorsk.

## Trophées et honneurs personnels
- MHL
  - 2022-2023: participe au match des étoiles.

## Statistiques
| Saison    | Équipe                  | Ligue |                   | Saison régulière  | Saison régulière  | Saison régulière  | Saison régulière  | Saison régulière |   | Séries éliminatoires | Séries éliminatoires | Séries éliminatoires | Séries éliminatoires | Séries éliminatoires |
| Saison    | Équipe                  | Ligue | PJ                | B                 | A                 | Pts               | Pun               | PJ               | B | A                    | Pts                  | Pun                  |                      |                      |
| 2020-2021 | Stalnye Lissy           | MHL   | 47                | 10                | 11                | 21                | 6                 | 5                | 1 | 1                    | 2                    | 4                    |                      |                      |
| 2021-2022 | Stalnye Lissy           | MHL   | 55                | 29                | 28                | 57                | 50                | 9                | 4 | 2                    | 6                    | 8                    |                      |                      |
| 2022-2023 | Metallourg Magnitogorsk | KHL   | 1                 | 0                 | 0                 | 0                 | 0                 | -                | - | -                    | -                    | -                    |                      |                      |
| 2022-2023 | Stalnye Lissy           | MHL   | 45                | 27                | 27                | 54                | 17                | 3                | 1 | 2                    | 3                    | 25                   |                      |                      |
| 2023-2024 | Metallourg Magnitogorsk | KHL   | 53                | 8                 | 7                 | 15                | 10                | 23               | 4 | 9                    | 13                   | 6                    |                      |                      |
| 2024-2025 | Metallourg Magnitogorsk | KHL   | Saison en cours ? | Saison en cours ? | Saison en cours ? | Saison en cours ? | Saison en cours ? |                  |   |                      |                      |                      |                      |                      |